# Nelly de Vries-Lammerts
Nellij Hendrika Marie (Nelly) de Vries-Lammerts (Rotterdam, 5 mei 1905 – Amersfoort, 27 augustus 2015) was sinds het overlijden van de 111-jarige Egbertje Leutscher-de Vries op 14 augustus 2014 tot aan haar eigen dood één jaar later de oudste ingezetene van Nederland.

## Levensloop
Nelly de Vries werd geboren als dochter van Lambertus Alphonsus Lammerts en Johanna Henderika Draisma. Ze woonde achtereenvolgens in Rotterdam, Doorwerth, 's-Hertogenbosch en Utrecht en trad in 1933 in het huwelijk. In 1935 verhuisde het paar naar Amersfoort. Het echtpaar kreeg zes kinderen. Haar echtgenoot overleed in 1969.
Ze haalde op 65-jarige leeftijd haar rijbewijs, en reed nog tot haar 86e zelf auto.
Nelly de Vries-Lammerts overleed in de nacht van woensdag op donderdag 27 augustus 2015, even na middernacht, thuis in haar kamer in woonzorgcentrum De Koperhorst in Amersfoort. Ze is 110 jaar en 114 dagen oud geworden. Haar opvolgster als oudste ingezetene van Nederland was de 75 dagen jongere Geertje Kuijntjes uit Gorinchem: zij werd geboren op 19 juli 1905.